# Vincent Lauzer
Vincent Lauzer est un flûtiste à bec québécois né en 1988. Il est membre de l'ensemble Flûte Alors ! et de l'ensemble Les Songes et est directeur artistique du Festival International de musique Baroque de Lamèque au Nouveau- Brunswick,.

## Biographie
Vincent Lauzer commence son apprentissage la flûte à bec à l'âge de 5 ans. En 1996 il participe à l'émission télévisée musicale Faites vos Gammes animée par Angèle Dubeau et diffusée à Radio-Canada. Il poursuit sa formation musicale jusqu'au cycle supérieur à l'Université McGill avec Matthias Maute et obtient son diplôme de maitrise en 2011. Parmi ses récompenses nationales et internationales, on compte sa nomination comme Révélation Radio-Canada pour l'année 2013-2014, son Prix Opus de la découverte l'année en 2012 et son premier prix à la 34e édition du Tremplin, un concours bisannuel organisé par le Concours de musique du Canada aussi remporté en 2012. Par ailleurs, en 2014, il agit à titre d'ambassadeur artistique de ce même concours. En 2015, il remporte la Bourse de carrière Fernand Lindsay qui soutient les musiciens de moins de 30 ans dans l'atteinte d'une carrière à international.
Le 24 septembre 2013, parait son premier album comme soliste, Passaggi, sous étiquette Atma Classique. Cet album succède à Kaléidoscope que sort le quatuor de flûtes à bec, Flûte Alors ! en 2011. Ce même ensemble signe également Bach'n'Jazz, un enregistrement qui parait en février 2017 sous étiquette Atma Classique,. La même année, en tant que membre de l'ensemble québécois La Cigale, il sort l'album de musique celtique Up in the Morning Early sous étiquette Leaf Music.
Il se produit avec des ensembles tels Arion, La Bande Montréal Baroque, l'Ensemble Caprice, et Les idées heureuses. Avec ses ensembles Les Songes et Flûte Alors!,  il présente des concerts dans le cadre de la programmation des Jeunesses musicales du Canada,.

## Prix et récompenses
- 2007 : Concours international de flûte à bec de Montréal, prix du meilleur candidat canadien[17]
- 2010 : Concours de musique ancienne Mathieu Duguay, 1er prix
- 2012 : Tremplin - Concours de musique du Canada, 1er prix
- 2012 : 15e Gala des Prix Opus, Découverte de l'année,
- 2012 : Women's Musical Club of Toronto, Career Development Award[18]
- 2013 : Prix d'Europe, Prix Guy Soucy[19]
- 2013-2014 : Révélation Radio-Canada
- 2015 : Prix d'Europe, prix Béatrice-Kennedy-Bourbeau
- 2015 : Fondation Père Lindsay, Bourse de carrière Fernand Lindsay

## Discographie
- 2011 : Kaléidoscope, Flûte Alors[15] !.
- 2013 : Passaggi, Atma Classique.
- 2017 : Up in the Morning Early, Ensemble la Cigale, Leaf Music.